# Dominic Fumusa
Dominic Fumusa (Contea di Dane, 13 settembre 1969) è un attore statunitense, noto principalmente per il ruolo di Kevin Peyton nella serie televisiva Nurse Jackie - Terapia d'urto.

## Biografia
Si è laureato alla Lawrence University di Appleton, nel Wisconsin. Debutta a Broadway nel 1998 recitando Wait Until Dark, al fianco di Marisa Tomei. Negli anni successivi continua a lavorare principalmente in teatro; ha preso parte a Take Me Out, vincitore di un Tony Award, Tape, The Rose Tattoo e Tuesday's with Morrie.
Nel 1999 avviene il suo esordio sul grande schermo, nei panni di una comparsa nel film Il talento di Mr. Ripley. In seguito Fumusa è apparso in numerose produzioni televisive, tra cui Sex and the City, I Soprano e Streghe. Ha recitato nell'episodio pilota di Bones e ha avuto un ruolo ricorrente nella soap opera Così gira il mondo. Diviene noto soprattutto per aver interpretato dal 2009 al 2015 il ruolo di Kevin Peyton, marito della protagonista, nella serie televisiva Nurse Jackie - Terapia d'urto. Nel 2015 è fra i protagonisti di 13 Hours: The Secret Soldiers of Benghazi.

## Vita privata
Dal 2002 è sposato con l'attrice Ilana Levine, da cui ha avuto due figli.

## Filmografia

### Cinema
- Il talento di Mr. Ripley (The Talented Mr. Ripley), regia di Anthony Minghella (1999)
- Il guru (The Guru), regia di Daisy von Scherler Mayer (2002)
- Chloe's Prayer, regia di Maura Mackey (2006)
- Grilled, regia di Jason Ensler (2006)
- Management - Un amore in fuga (Management), regia di Stephen Belber (2008)
- Staten Island, regia di James DeMonaco (2009)
- Helena from the Wedding, regia di Joseph Infantolino (2010)
- One Fall, regia di Marcus Dean Fuller (2011)
- Recalled, regia di Michael Connors (2012)
- Delivering the Goods, regia di Matthew Bonifacio (2012)
- Focus - Niente è come sembra (Focus), regia di Glenn Ficarra e John Requa (2015)
- 13 Hours: The Secret Soldiers of Benghazi, regia di Michael Bay (2016)
- Staring at the Sun, regia di Harry Greenberger (2016)
- Human Affairs, regia di Charlie Birns (2018)
- Fourplay, regia di Dean Matthew Ronalds (2018)
- The Report, regia di Scott Z. Burns (2019)
- Making the Day, regia di Michael Canzoniero (2021)
- Sweet Girl, regia di Brian Andrew Mendoza (2021)

### Televisione
- I Soprano (The Sopranos) – serie TV, episodio 2x07 (2000)
- Sex and the City – serie TV, episodio 3x16 (2000)
- Law & Order - I due volti della giustizia (Law & Order) – serie TV, 2 episodi (2001-2008)
- CSI: Miami – serie TV, episodio 1x14 (2003)
- Streghe (Charmed) – serie TV, episodio 5x17 (2003)
- Hack – serie TV, episodio 2x13 (2004)
- NYPD - New York Police Department (NYPD Blue) – serie TV, episodio 11x17 (2004)
- Numb3rs – serie TV, episodio 1x08 (2005)
- CSI: NY – serie TV, episodio 1x19 (2005)
- Bones – serie TV, episodio 1x01 (2006)
- Così gira il mondo (As the World Turns) – soap opera, 18 puntate (2008)
- Brotherhood - Legami di sangue (Brotherhood) – serie TV, episodio 3x03 (2008)
- Kings – serie TV, episodio 1x05 (2009)
- Nurse Jackie - Terapia d'urto (Nurse Jackie) – serie TV, 79 episodi (2009-2015)
- Law & Order: Criminal Intent – serie TV, episodio 9x05 (2010)
- Law & Order - Unità vittime speciali (Law & Order: Special Victims Unit) – serie TV, 5 episodi (1999-2012)
- Damages – serie TV, episodio 5x05 (2012)
- Person of Interest – serie TV, episodio 2x06 (2012)
- Elementary – serie TV, episodio 1x24 (2013)
- Blue Bloods – serie TV, episodio 5x16 (2015)
- BrainDead - Alieni a Washington (BrainDead) – serie TV, episodio 1x01 (2016)
- Taken – serie TV, 3 episodi (2017)
- Homeland - Caccia alla spia (Homeland) – serie TV, 5 episodi (2016-2017)
- The Good Fight – serie TV, episodio 1x02 (2017)
- Blindspot – serie TV, episodio 3x14 (2018)
- Golia (Goliath) – serie TV, 6 episodi (2018)
- The Purge – serie TV, 6 episodi (2018)
- Divorce – serie TV, 5 episodi (2019)
- Godfather of Harlem – serie TV, 14 episodi (2019-2023)
- The Equalizer – serie TV, episodi 2x02-2x03-2x04 (2021)
- Bull – serie TV, episodio 6x16 (2022)
- Elsbeth – serie TV, episodio 2x08 (2024)
- Dexter: Resurrection – serie TV (2025)

## Doppiatori italiani
Nelle versioni in italiano delle opere in cui ha recitato, Dominic Fumusa è stato doppiato da:
- Alberto Bognanni in Blue Bloods, The Report
- Manfredi Aliquò in Godfather of Harlem, The Equalizer
- Stefano Crescentini in Goliath, Dexter: Resurrection
- Stefano Billi in Law & Order - Unità vittime speciali (ep. 1x08)
- Gianni Bersanetti ne I Soprano
- Gaetano Varcasia in Streghe
- Riccardo Rossi in CSI: Miami
- Francesco Prando in CSI: NY
- Fabrizio Picconi in Bones
- Patrizio Prata in Brotherhood - Legami di sangue
- Gianfranco Miranda in Nurse Jackie - Terapia d'urto
- Andrea Zalone in Law & Order: Criminal Intent
- Davide Marzi in Damages
- Nanni Baldini in Law & Order - Unità vittime speciali (ep. 10x09)
- Enrico Pallini in Elementary
- Marco Baroni in Person of Interest
- Giorgio Borghetti in 13 Hours: The Secret Soldiers of Benghazi
- Simone Mori in Homeland - Caccia alla spia
- Stefano Santerini in Blindspot
- Roberto Accornero in The Purge
- Francesco Meoni in Bull